# رابرت اسکولیموفسکی
رابرت اسکولیموفسکی (لهستانی: Robert Skolimowski؛ زادهٔ ۱۴ اوت ۱۹۵۶) وزنه‌بردار اهل لهستان بود.